# Quốc huy Bồ Đào Nha

Quốc huy Bồ Đào Nha đã chính thức được thông qua vào 30 tháng 6 năm 1911, cùng với Quốc kỳ Bồ Đào Nha. Nó được dựa vào quốc huy được sử dụng bởi Vương quốc Bồ Đào Nha kể từ thời Trung Cổ.